# José Creuheras Margenat
José Creuheras Margenat (Barcelona, 1957) és un empresari català. És l'actual President de Grup Planeta i d'Atresmedia (Antena 3, La Sexta i Onda Cero Radio) i també conseller de Grup PlanetaDeAgostini, aliança d'empreses creada pel Grup Planeta i Grup DeAgostini per desenvolupar activitats en els àmbits editorial i audiovisual. Des de 2003 aquest grup és l'accionista de referència de Atresmedia.
Va iniciar la seva activitat professional al Grup Planeta el 1984, ocupant diversos càrrecs i progressivament agafant responsabilitat estratègica dins del grup. El 2003, el llavors president, José Manuel Lara Bosch, el va nomenar vicepresident i, posteriorment, el 13 de febrer de 2015, va ser nomenat president. Des de 2003 és conseller de Grup Atresmedia i del consell d'administració de La Razón. Anteriorment havia sigut president també de Tiempo Casa Editorial, el principal grup de comunicació a Colòmbia.
Forma part del Comitè Executiu de la Cambra de Comerç d'Espanya i és membre del Consell Consultiu de la patronal catalana Foment del Treball. També presideix Inversiones Hemisferio, empresa patrimonial de la família Lara dedicada a impulsar principalment projectes en els sectors financer i immobiliari i a promoure noves iniciatives empresarials, allunyades de l'entorn d'activitat tradicional del Grup Planeta, com la posada en marxa de la companyia d'aviació Vueling. També és vicepresident de la Fundació José Manuel Lara i membre dels patronats de la Fundació Atresmedia, de la Fundació Catalunya Cultura, de la Fundació Godia i de la Fundació Fero. Amb anterioritat havia estat conseller de Parques Reunidos, membre del Patronat de la Biblioteca Nacional i vicepresident del RCD Espanyol, on va ocupar diversos càrrecs representant els interessos de la família Lara entre 1995 i 2009.
L'any 2025 va rebre la Creu de Sant Jordi atorgada per la Generalitat de Catalunya com a reconeixement a la seva tasca.